# 大内政弘
大内政弘（おおうち まさひろ）（1446年9月18日—1495年10月6日），是日本室町時代、戰國時代初期的大名。周防大內氏第14代當主。大內教弘之子。其母是山名宗全的養女。最強盛時期，政弘領有周防、長門、豐前・筑前四國及安藝、石見的一部分。應仁之亂爆發后，政弘加入山名家主導的西軍。政弘文化造詣很深，爲以後山口的文化繁榮打下了基礎。政弘並自稱是百濟國琳聖太子的後裔。去世後由長子大內義興繼承家督。

## 生涯

### 早年
文安三年（1446年），政弘出生。元服時，被賜予足利義政的偏諱，加上父親教弘的弘字，改名大內政弘。
寬正六年（1465年），政弘繼承家督，成為周防、長門、豐前、筑前的守護大名，時年19歲。。

### 與細川氏的關係
政弘在對於大內氏十分重要的日明貿易上與管領細川勝元有爭議，并支援與細川家不和的伊予大名河野通春。由於政弘的這些舉措，細川氏對大內氏下達了追討令，並利用安藝守護武田信賢及安藝國人小早川熙平、毛利豐元來抑制大內氏的勢力。。
另一方面，之前被室町幕府第8代將軍足利義政流放至周防的斯波義敏背棄了收容他大內家，於寬正六年（1465年）十二月三十日上洛，取代了山名家支持的斯波義廉。由於政弘與山名宗全的親緣關係，這次事件也成為日後應仁之亂大內家參加西軍的要因。。

### 應仁之亂
應仁元年（1467年），政弘作為西軍主力前往近畿，以後十年間一直在各地轉戰。北九州大名少貳教賴及對馬大名宗盛貞乘政弘不在而侵略筑前，但都被擊退。文明元年（1469年），政弘的叔父大內教幸受細川家與少貳家的唆使，在赤間關（現在的下關市）謀反，政弘得知消息後命令益田貞兼極速返回領內，與留守的重臣陶弘護一起鎮壓反亂。憑藉陶弘護的努力，大內家於文明四年（1472年）平定了教幸之亂。
文明五年（1473年），细川勝元、山名宗全相繼病死，但大内政弘仍然將足利義視接到自己在京都的宅邸並繼續戰爭。随後戰爭的規模變成小規模的戰鬥，而東軍的將軍足利義政也任命政弘为左京大夫以便懷柔大内家。文明八年（1476年），政弘接受了足利義政的東西軍和睦请求。文明九年（1477年），幕府下令禁止東軍侵犯大内家領地，政弘則一同做出姿態，赦免了敵對的河野通春。十月，新將軍足利義尚仍然封政弘为周防、長門、豐前、筑前四國守護。十一月，政弘和所有其他從属西軍的大名離開京都，應仁之亂遂告一段落。
應仁之亂結束后，政弘歸國。其領地周防、長門，安藝的東條、西條、石見國仁摩郡等全部保持原狀。文明十年（1478年），政弘出兵九州征討少貳氏，獲得了豐前、筑前二國。他還迫使安藝、石見的國人眾臣服，又平定了北九州及瀨戶內海的海賊眾，權傾西國。然而，代替政弘在京都时經營領地的陶弘護逐漸與政弘对立，文明十四年（1482年），陶弘護於山口馆遭吉見信賴殺害，是為山口大内事件。一說是陶氏、益田氏與吉見氏對立，但实际可能是想要从弘护那里取回实权的政弘的谋略。随后，政弘强化了自己的权力，编纂了大内家壁書。

### 再度上洛
文明十二年（1480年），政弘成為了幕府相伴眾。長享元年（1487年），政弘派遣家臣問田弘胤作為代理參加足利義尚對近江國六角高賴的討伐。延德三年（1491年），政弘親自上洛幫助將軍足利義稙討伐六角高賴，明應元年（1492年），政弘的嫡長子大內義興上陣。明應三年（1494年），政弘罹患中風惡化，將家督讓予義興。明應四年（1495年），政弘逝世。享年50歲。